# Ordovicos
Los ordovicos fueron una de las tribus celtas que habitaron en la isla de Gran Bretaña antes de la conquista romana de la isla. Este pueblo se asentaba en la actual Gales, en los territorios comprendidos entre las tierras de los siluros, al sur y de los deceanglos, al noreste. Los ordovicos, que siempre mostraron una fuerte oposición ante la invasión romana, fueron finalmente derrotados por el gobernador de la provincia, Cneo Julio Agrícola en sus campañas de los años 77-78.

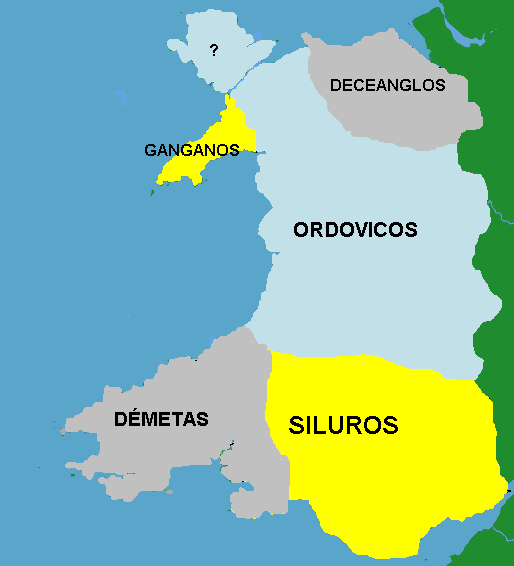
Tribus de Gales durante la invasión romana. La posición exacta de las fronteras es motivo de debate.

El nombre celta ordo-wik probablemente significa «los combatientes del martillo» ya que, en gaélico martillo es «Ord», en galés «Gordd» (con una G protésica) y en bretón «Horzh» (con una H protésica).
Los ordovicos eran agricultores y pastores, pero existía entre ellos una arraigada tradición militar y vivían en fortalezas y colinas fuertementes defendidas. Fueron una de las escasas tribus capaces de organizar una resistencia tras la invasión romana de la isla. Liderados, al igual que sus vecinos los siluros, por el príncipe catuvellauno Carataco, exiliado en tierras galesas tras la derrota de su tribu en la batalla del río Medway, los ordovicos plantearon una tenaz oposición a los distintos gobernadores que trataron de penetrar en sus territorios. Sin embargo, tras la batalla de Caer Caradoc, en la que Publio Ostorio Escápula, gobernador de la provincia derrotó a Carataco, los ordovicos dejaron de plantear problemas para el Imperio, pues habían perdido demasiados hombres.
En la década de los años 70, los ordovicos se rebelaron contra la ocupación romana y destrozaron un escuadrón de caballería. Esta provocación obtuvo una vigorosa respuesta por parte del gobernador de la isla del momento, el gran general Cneo Julio Agrícola. En palabras de Tácito, Agrícola exterminó a los ordovicos. No aparece ninguna otra mención de la tribu en los registros históricos, pero en vista del terreno ocupado por los ordovicos es cuestionable que Agrícola aniquilara a toda la población. Su nombre se guardó bajo el topónimo de Dinorwig ("Fuerte de los ordovicos") ubicada al norte de Gales.
El periodo geológico Ordovícico fue descrito en primer lugar por Charles Lapworth en 1879. Lapworth se basó en el hallazgo de rocas de este periodo halladas en tierras de los ordovicos.